# Keith Dunstan
Kenneth Charles Dunstan (?, 1934 – ?, 2016. május 1.) bermudai nemzetközi labdarúgó-játékvezető, sportvezető.

## Pályafutása

### Labdarúgóként
A helyi Bermudai Atlétikai Club csapatában 12 éven keresztül rúgta a labdát, majd 1950-ben egy súlyos sérülést követően befejezte az aktív játékot.

### Nemzeti játékvezetés
Sportsérülésének kezelése során a sportkórházban több játékvezetővel futott össze, ahol a gyógyulás perceiben meggyőzték, hogy legyen játékvezető.[forrás?] A játékvezetői vizsgát 1956-ban tette le. A küldési gyakorlat szerint rendszeres partbírói tevékenységet is végzett. Az I. Liga játékvezetőjeként 1971-ben vonult vissza.

### Nemzetközi játékvezetés
A bermudai labdarúgó-szövetség Játékvezető Bizottsága (JB) terjesztette fel nemzetközi játékvezetőnek, a Nemzetközi Labdarúgó-szövetség (FIFA) 1966-tól tartotta nyilván bírói keretében. Az első bermudai bíró, aki FIFA jelvényt kapott. A FIFA JB központi nyelvei közül a angolt beszéli. Több nemzetek közötti válogatott és klubmérkőzést vezetett, vagy működő társának partbíróként segített. Az aktív nemzetközi játékvezetéstől 1970-ben búcsúzott. Válogatott mérkőzéseinek száma: 4 "A" minősítésű.

#### Labdarúgó-világbajnokság
A világbajnoki döntőhöz vezető úton Mexikóba a IX., az 1970-es labdarúgó-világbajnokságra a FIFA JB kizárólag partbíróként alkalmazta. Az első bermudai bíró, aki világbajnokságon tevékenykedhetett. Kettő csoportmérkőzésen és az egyik negyeddöntőben volt partbíró, minden esetben egyes számú besorolást kapott, játékvezetői sérülés esetén továbbvezethette volna a találkozót. Az önálló partbírói feladatokra egyre erőteljesebb  kezd hangsúlyt adni a FIFA JB. Partbírói mérkőzéseinek száma a világbajnokságokon: 3.

##### 1970-es labdarúgó-világbajnokság

###### Selejtező mérkőzés
| Időpont          | Helyszín                    | Mérkőzés típusa           | Mérkőzés          | Eredmény |
| ---------------- | --------------------------- | ------------------------- | ----------------- | -------- |
| 1969. május 11.  | Központi Stadion, San Diego | előselejtező (1. csoport) | Amerika–Haiti     | 0 : 1    |
| 1969. október 8. | Nemzeti Stadion, Kingston   | selejtezők döntője        | El Salvador–Haiti | 1 : 0    |

###### Világbajnoki mérkőzés
| Időpont          | Helyszín                              | Mérkőzés típusa              | Mérkőzés           | Játékvezető        | Eredmény | Nézők száma |
| ---------------- | ------------------------------------- | ---------------------------- | ------------------ | ------------------ | -------- | ----------- |
| 1970. május 31.  | Azteca Stadion, Mexikóváros           | nyitómérkőzés (A. csoport)   | Mexikó–Szovjetunió | Kurt Tschenscher   | 0 : 0    | 107 000     |
| 1970. június 7.  | Azteca Stadion, Mexikóváros           | csoportmérkőzés (A. csoport) | Mexikó–Salvador    | Ali Huszejn Kandíl | 4 – 0    | 103 000     |
| 1970. június 14. | La Bombonera Stadion, Toluca de Lerdo | negyeddöntő                  | Olaszország–Mexikó | Rudolf Scheurer    | 4 : 1    | 24 000      |

#### Pán-amerikai játékok
1967-ben aktívan tevékenykedett a nemzetközi labdarúgó tornán.

## Sportvezetőként
Mint nemzetközi játékvezető aktívan segíti a bermudai JB játékvezetőinek oktatását, az utánpótlás nevelését.